# 林宏司
林宏司（1965年—），日本電視劇的編劇。畢業於關西學院大學。曾在出版社工作過，2000年以『涙をふいて』一作作為編劇出道。擅長描寫專業領域的故事。

## 主要作品

### 連續劇
- 涙をふいて（2000年、富士電視台） ※合作撰寫
- 急診室大醫生2（2001年、富士電視台） ※合作
- ビッグマネー!〜浮世の沙汰は株しだい〜（2002年、富士電視台） ※合作
- 熱烈的中華飯店（2003年、富士電視台） ※合作
- 離婚女律師（2004年、富士電視台）※合作
- 離婚女律師II 〜ハンサム ウーマン〜（2005年、富士電視台）
- 医龍-Team Medical Dragon-（2006年、富士電視台）
- 医龍-Team Medical Dragon-2（2007年、富士電視台）
- ハゲタカ（2007年、NHK）
- 空中急診英雄（2008年、富士電視台）
- BOSS（2009年、富士電視台）
- 空中急診英雄-2nd season（2010年、富士電視台）
- GM〜踊れドクター（2010年、TBS）
- 医龍-Team Medical Dragon-3（2010年、富士電視台）
- BOSS -2nd season（2011年、富士電視台）
- 夜之教師/夜野老師（2014年、TBS）

### 單集電視劇
- 女の一代記 第3夜・杉村春子「悪女の一生〜芝居と結婚した女優・杉村春子の生涯〜」（2005年、富士電視台）
- 離婚女律師 新春特別篇（2005年、富士電視台）
- 感染爆発〜パンデミック・フルー（2007年、NHK）
- 事件救命醫～IMAT的奇蹟～（2013年、朝日電視台）
- 事件救命醫2～IMAT的奇蹟～（2014年、朝日電視台）

### 電影
- ハゲタカ（2009年）

### 漫畫
- SKIN-All Need is Beauty.（ビッグコミックス、画：中井邦彦） ※擔任原作